# Оголошення

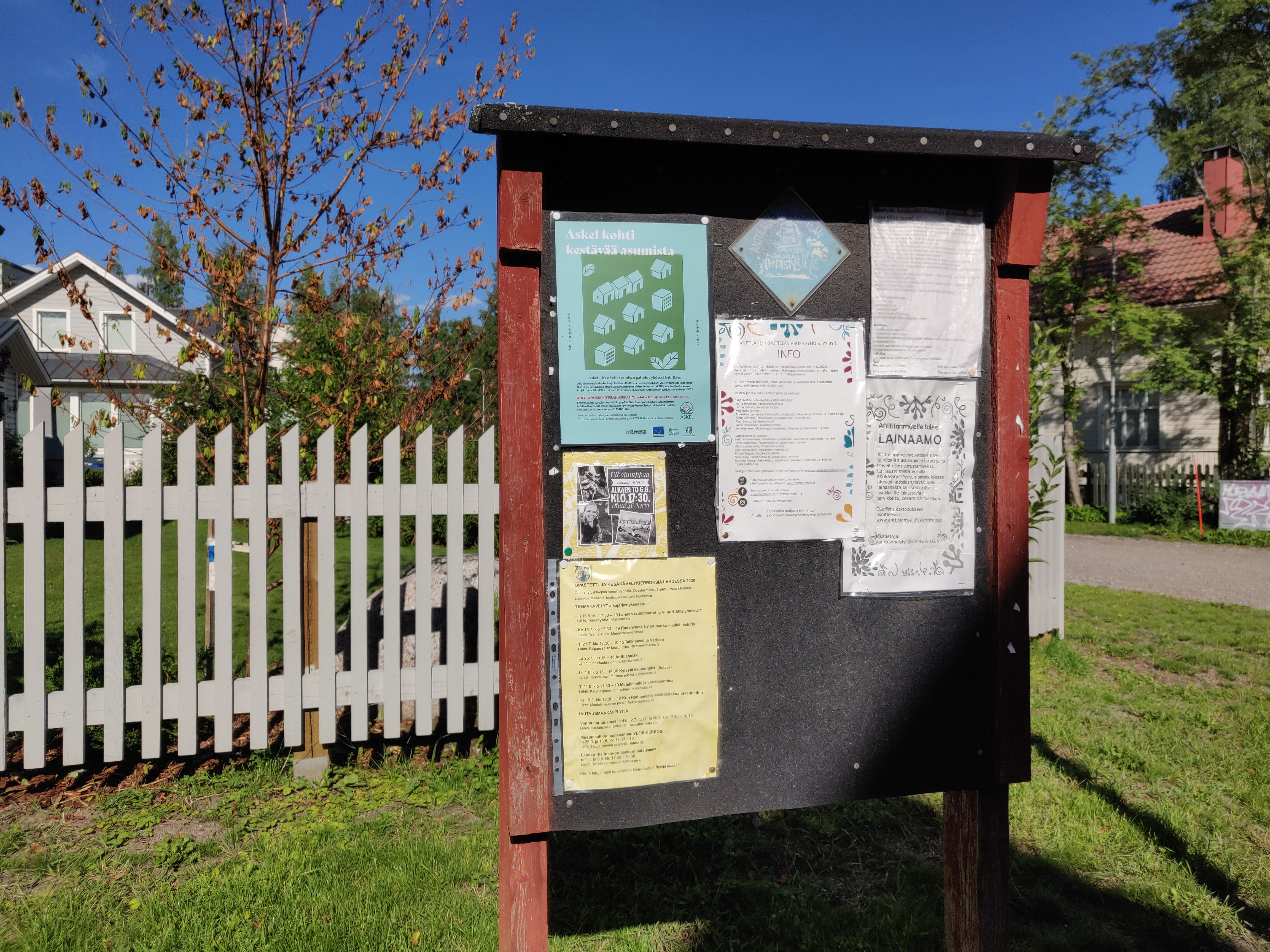
Дошка оголошень

Оголошення — це короткі текстові повідомлення, котрі містять різну за призначенням інформацію.
Переважно оголошення містять інформацію приватного рекламного характеру. Це пропозиція певних товарів чи послуг приватними особами, або малими приватними підприємствами. Такі оголошення є комерційного призначення і тому це є одним з видів дешевої реклами, дуже широко використовуються в мережі інтернет на віртуальних дошках безкоштовних оголошень, а також в друкованих виданнях.
Також оголошення бувають не комерційні (лише інформаційного характеру).
Метою таких оголошень є повідомлення про якусь подію, що може бути важливою для певної частини соціуму.
Будь-яке оголошення складається з короткого повідомлення (пропозиція, інша інформація), та контактної інформації, в залежності від типу оголошення.
Оголошення — це інформаційний документ, в якому подається інформація, адресована певному колу зацікавлених осіб. Мета — інформувати про різні події життя особи: навчання, роботу, обмін чи продаж квартири, різні культурно-громадські та наукові заходи. Оголошення подаються на сторінках газет, журналів та окремих афішах. Залежно від характеру оголошення, в ньому зазначаються організатори певних заходів, час і місце їхнього проведення, умови входу (платні, безплатні).
За змістом оголошення поділяються на два види:
1) оголошення про будь-яку подію;
2) оголошення про потребу в послугах.
Оголошення, в якому інформується про певну подію, має такі реквізити: — назва виду документа (оголошення), — текст, що містить дату, місце проведення заходу (події), організатора, зміст події та умови; — підпис (назва установи чи колегіального органу, прізвище або посада особи, яка дає оголошення) — у разі потреби.
Оголошення про потребу в послугах або можливість їх надання містить такі реквізити: — назва виду документа (оголошення), — заголовок, — текст, — адреса автора оголошення.